# Molophilus abruptus
Molophilus abruptus är en tvåvingeart. Molophilus abruptus ingår i släktet Molophilus och familjen småharkrankar.

## Underarter
Arten delas in i följande underarter:
- Molophilus abruptus abruptus
- Molophilus abruptus semiermis